# Município de Spring Valley (condado de Greene, Ohio)
O município de Spring Valley (em inglês: Spring Valley Township) é um município localizado no condado de Greene no estado estadounidense de Ohio. No ano de 2010 tinha uma população de 2.581 habitantes e uma densidade populacional de 28,81 pessoas por km².

## Geografia
O município de Spring Valley encontra-se localizado nas coordenadas 39° 36′ 51″ N, 83° 59′ 04″ O. Segundo a Departamento do Censo dos Estados Unidos, o município tem uma superfície total de 89.58 km², da qual 88,81 km² correspondem a terra firme e (0,86 %) 0,77 km² é água.

## Demografia
Segundo o censo de 2010, tinha 2.581 habitantes residindo no município de Spring Valley. A densidade populacional era de 28,81 hab./km². Dos 2.581 habitantes, o município de Spring Valley estava composto pelo 96,94 % brancos, o 0,66 % eram afroamericanos, o 0,15 % eram amerindios, o 0,35 % eram asiáticos, o 0,23 % eram de outras raças e o 1,67 % eram de uma mistura de raças. Do total da população o 0,5 % eram hispanos ou latinos de qualquer raça.